# Juan Carlos Castagnino
Juan Carlos Castagnino (n. 18 noiembrie 1908, Mar del Plata, Buenos Aires, Argentina – d. 21 aprilie 1972, Buenos Aires, Argentina) a fost un pictor, arhitect, muralist și desenator argentinian.

## Biografie
Născut în satul Camet, lângă orașul Mar del Plata, a studiat la Escuela de Bellas Artes din Buenos Aires și a devenit discipolul lui Lino Enea Spilimbergo⁠(d) și Ramón Gómez Cornet⁠(d).
Până la sfârșitul anilor 1920, a devenit membru al Partidului Comunist din Argentina. În 1933 s-a alăturat primei bresle a artiștilor argentinieni, iar mai târziu în acel an a expus la Salonul Național de Arte Frumoase din Buenos Aires. Opera sa, predominant realistă în primii săi ani, a devenit mai figurativă, mai târziu și, deși afilierea sa comunistă s-a reflectat în numeroase lucrări cu nuanțe sociale, a pictat o mare varietate de subiecte.
Alături de Antonio Berni⁠(d), Spilimbergo și muralistul mexican David Alfaro Siqueiros⁠(d) a realizat o serie de picturi murale pentru o vilă aparținând omului de afaceri local Natalio Botana, în Don Torcuato⁠(d). Castagnino a călătorit la Paris în 1939, unde a frecventat atelierul pictorului cubist André Lhote, călătorind ulterior prin Europa perfecționându-și arta și în compania lui Georges Braque, Fernand Léger și Pablo Picasso, printre alții. Castagnino s-a întors în Argentina în 1941, unde s-a înscris la Universitatea din Buenos Aires și a obținut o diplomă în arhitectură. A primit numeroase premii în anii următori, inclusiv Marele Premiu de Onoare al Sălii Naționale Argentinei (1961), Medalia de Onoare la Expo '58⁠(d) (Bruxelles, 1958) și o mențiune specială pentru desenele sale la a II-a Bienala din Mexico City. din 1962. Ilustrațiile sale pentru ediția EUDEBA (University of Buenos Aires Press) a lui José Hernández Martín Fierro (poemul național al Argentinei), au câștigat o largă recunoaștere.
Castagnino a murit la Buenos Aires în 1972. După mutarea sa în emblematica Villa Ortiz Basualdo, Muzeul Municipal de Artă din Mar del Plata, orașul său natal, la care artistul a contribuit cu peste 130 de lucrări, a fost redenumit în cinstea sa în 1982.